# Cavernularia dayi
Cavernularia dayi is een Pennatulaceasoort uit de familie van de Veretillidae. De wetenschappelijke naam van de soort is voor het eerst geldig gepubliceerd in 1954 door Tixier-Durivault.